# عنتر أفندي (فلم)
عنتر أفندي فيلم دراما رومانسي مصري  للمخرج إستيفان روستي عام 1935 واشترك في كتابة القصة والسيناريو والحوار زكي صالح مع استيفان روستي الذي قام ببطولة الفيلم مع مختار عثمان وسميرة خلوصي ومنسى فهمى  وتدور الأحداث حول الأب الذي يعاني من فساد واستهتار ابنه كمال، ظانًا أن ذلك بسبب تأثير صديقه عنتر، ويسعى الوالد لتزويج ابنه من جمالات، إلا أن الابن يرفض لكون صديقه يحبها.   
صدر الفيلم إلى دور العرض المصرية في 12 ديسمبر 1935 (سينما كوزموجراف بالقاهرة) - 30 ديسمبر 1935 (سينما الهمبرا بالإسكندرية)
منح موقع قاعدة بيانات الأفلام العربية «السينما.كوم» الفيلم درجة 5.1/ 10.

## أحداث الفيلم
يظن حنظل باشا الحلو وهو ضابط ثري أن عنتر أفندي هو السبب في فساد أخلاق ابنه كمال فهما صديقان ولابد أنهما يتأثران بتصرفات بعضهما البعض. يحاول حنظل إصلاح حال ابنه فيعرض عليه الزواج من جمالات لكن كمال يرفض بشدة حيث أنه يعلم بأن صديقه عنتر يحبها لكنه لا يجرؤ على مفاتحة حنظل باشا في هذا الموضوع. يهرب كمال من إصرار والده على تزويجه من جمالات إلى القاهرة مصطحبًا عنتر أفندى معه ويقيمان في منزل الست خديجة والدة إحسان والتي يراها كمال فيعجب بها، لكنه لا يقلع عن عاداته غير الأخلاقية ويستمر في لعب القمار حتى يخسر ماله ومال عنتر أفندي أيضًا وتتراكم عليهم الديون. تتطور العلاقة بين كمال وإحسان ويتفقان على الزواج، بينما عنتر يشكو لوعة البعد عن محبوبته جمالات. يرسل كمال إلى والده يطلب منه المال ليسدد ديونه وكما يبلغه بأمر رغبته في الزواج من إحسان مما يضطر حنظل باشا للسفر إلى القاهرة ليعترض طريق هذا الزواج ويصطحب معه جمالات. يتعرف الباشا على الست خديجة والدة إحسان ويتفقان على الزواج، وما أن يرى ابنه حتى يذكره بأنه لابد له من الزواج من جمالات والتي تصرح للباشا أنها تحب عنتر أفندي ثم تنبه الست خديجة إلى حب إحسان لابنه كمال، يوافق الباشا أخيرًا لتتم الزيجات الثلاث: حنظل باشا من خديجة، وكمال من إحسان، وجمالات من عنتر أفندي.

## طاقم التمثيل
- إستفان روستي
- مختار عثمان
- منسي فهمي
- سميرة خلوصي
- حسن فايق
- محمد الكحلاوي
- سرينا إبراهيم
- عبد العزيز أحمد
- ثريا فخر الدين
- ثريا سالم
- فيليب كمال
- انعام شكري
- عبد اللطيف المصري.[11][12]

## روابط خارجية
- مقالات تستعمل روابط فنية بلا صلة مع ويكي بيانات
- عنتر أفندي على الدهليز
- عنتر أفندي على كاروهات